# تسوية مؤقتة

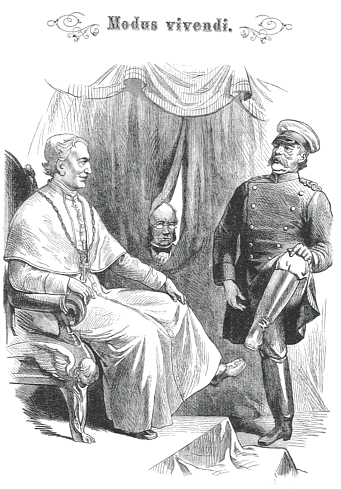

تسوية مؤقتة (باللاتينية: Modus Vivendi) هي عبارة تدل على اتفاق بين أولئك الذين لديهم أراء مختلفة، وبمعنى آخر الاتفاق على عدم الاتفاق.
كلمة Modus يعني وسيلة أو طريقة. وكلمة Vivendi تعني المعيشة. وتشكلان معا "طريقة المعيشة"، وتنطوي على تسوية الخلافات بين الأطراف المتنازعة للسماح باستمرار الحياة. فهي تصف عادة الترتيبات غير الرسمية والمؤقتة في الشؤون السياسية. على سبيل المثال، حينما يصل الجانبين إلى تسوية مؤقتة بشأن المناطق المتنازع عليها، على الرغم من عدم التوافقات السياسية والتاريخية والثقافية، فيم إنشاء تسوية للخلافات بينهما من أجل الطوارئ. وقد أستخدم هذا المعنى للمصطلح باعتباره حجر زاوية في فلسفة حون غراي السياسية.
في الحوارات الدبلوماسية، فإن التسوية المؤقتة هي أداة لإنشاء اتفاق دولي ذي طبيعة مؤقتة وتهدف إلى أن يحل محله اتفاق أكثر جوهرية وشمولية، مثل معاهدة. وعادة ما تكون بصورة غير رسمية، حتى لا يتطلب التصديق التشريعي. وتعتبر هدنة وصكوك الاستسلام في العادة تسوية مؤقتة.

## أمثلة
بعد أن أصبحت الكويت مستقلة في عام 1961، وأدعى العراق أنه لا تزال هي جزء من أراضي العراق. ومع ذلك، بعد التدخل البريطاني، تراجعوا وأعترفوا رسميا بأستقلال الكويت، وإقامة تسوية مؤقتة.

## وصلات خارجية
- Definition of key terms used in the UN Treaty Collection